# Kovács Rezső
Kovács Rezső, Klein Ábrahám Rezső (Vác, 1863. április 20. – Budapest, Terézváros, 1942. december 27.) polgári iskolai tornatanár, igazgató, pedagógiai író.

## Életrajza
Klein Adolf szabómester és Biel Róza fiaként született ortodox zsidó családban. 1866-ban szüleivel Pestre költözött. A tanítóképző két évfolyamát Budán az állami intézetben járta; 1883-ban ott nyert képesítőt és Nyitraszerdahelyre ment nevelőnek. 1884–85-ben Füzesgyarmaton volt tanító. 1885 őszén újra Pestre került és négy év múlva kinevezték fő- és székvárosi rendes tanítónak. Közben látogatta a nemzeti tornaegylet tornatanítóképző tanfolyamát és tornatanári oklevelet kapott. 1896-ban áthelyezték a polgári iskolához tornaoktatásra és 1898-ban a székesfővárosi tanács megválasztotta rendes tornatanárnak. Klein családi nevét 1888-ban változtatta Kovácsra. 1898. január 5-én Budapesten, a Terézvárosban feleségül vette a nála 12 évvel fiatalabb Ponger Jozefát, Ponger Fülöp és Sessler Róza lányát. 1919-ben vonult nyugdíjba. Munkássága kiterjedt a tornaügyre, a testnevelés fejlesztésére, az Országos Közoktatási Tanács testnevelési tanterv készítésére is felkérte, amelyben részt vett. 1942-ben hunyt el tüdőgyulladásban.
Cikkei az Egészségben (1896. A tornaversenyek kárairól), a Polgári Iskolai Közlönyben (1898. A középfokú iskolák testgyakorlati anyaga.)
Szerkesztette 1893-tól 1903-ig a Tornaügy című szaklapot, melybe vezércikkeket, értekezéseket irt.

## Művei
- A testi nevelés állapota a magyar középiskolákban 1897–98 (Kemény Ferenc reáliskolai igazgatóval együtt, Budapest, 1899)
- A testgyakorlatok hatása az egész emberre (Budapest, 1901)
- A testnevelési tudomány teendői itthon (Budapest, 1930)